# تک ماکارون
تک ماکارون شرکتی در زمینه تولید ماکارونی و یکی از تولیدکنندگان ماکارونی در ایران است.

## تاریخچه
کارخانه تک ماکارون به مساحت ۱۲۰۰۰۰ متر مربع در فاصله ۸۰ کیلومتری تهران و ۱۴ کیلومتری غرب کرج واقع شده است. این شرکت در سال ۱۳۷۳ تأسیس شد.

## احتکار و گرانفروشی
به گزارش ایرنا، خبرگزاری رسمی دولت جمهوری اسلامی ایران، در پی اصلاح قیمت آرد صنف و صنعت، کارخانه تک ماکارون با جمع‌آوری و احتکار محصولاتش از بازار، تلاش داشت تا محصولات خود را با قیمت‌های جدید به بازار عرضه کند که باعث به هم ریختگی بازار و تشویش اذهان عمومی شده است. محموله توقیف شده و با هماهنگی دستگاه‌های مسئول در مسیر عرضه عمومی قرار گرفت. این در حالی است که این کارخانه بیشترین سهم بازار را دارد و نه تنها قیمت جدید ماکارونی را نپذیرفته بلکه با سایر کارخانجات و شرکت‌ها لابی کرده که ماکارونی روانه بازار نشود.
همچنین یاشار سلطانی، روزنامه‌نگار ایرانی سندی منتشر کرده که نشان می‌دهد شرکت تک ماکارون بیش از ۷۷ میلیارد تومان گرانفروشی کرده است. رئیس سازمان تعزیرات حکومتی گفت: شرکت تک ماکارون رقمی معادل ۳۸۰ میلیارد تومان محکوم شده است و مجبور به عرضه کالاهای در اختیار خود به بازار شده است.

## افتخارات
- تندیس واحد برتر صنایع غذایی[۱۱]
- تک ماکارون مانند برخی برند ممتاز صادر کننده برتر ملی گردید[۱۲][۱۳][۱۴][۱۵]